# Arquidiócesis de Trani-Barletta-Bisceglie
La arquidiócesis de Trani-Barletta-Bisceglie (en latín: Archidioecesis Tranensis-Barolensis-Vigiliensis y en italiano: Arcidiocesi di Trani-Barletta-Bisceglie) es una circunscripción eclesiástica de la Iglesia católica en Italia. Se trata de una arquidiócesis latina, sufragánea de la arquidiócesis de Bari-Bitonto. Desde el 4 de noviembre de 2017 su arzobispo es Leonardo D'Ascenzo. El arzobispo, desde el 22 de septiembre de 1828, tiene además el título de arzobispo de Nazaret (en latín: Nazarena).

## Territorio y organización

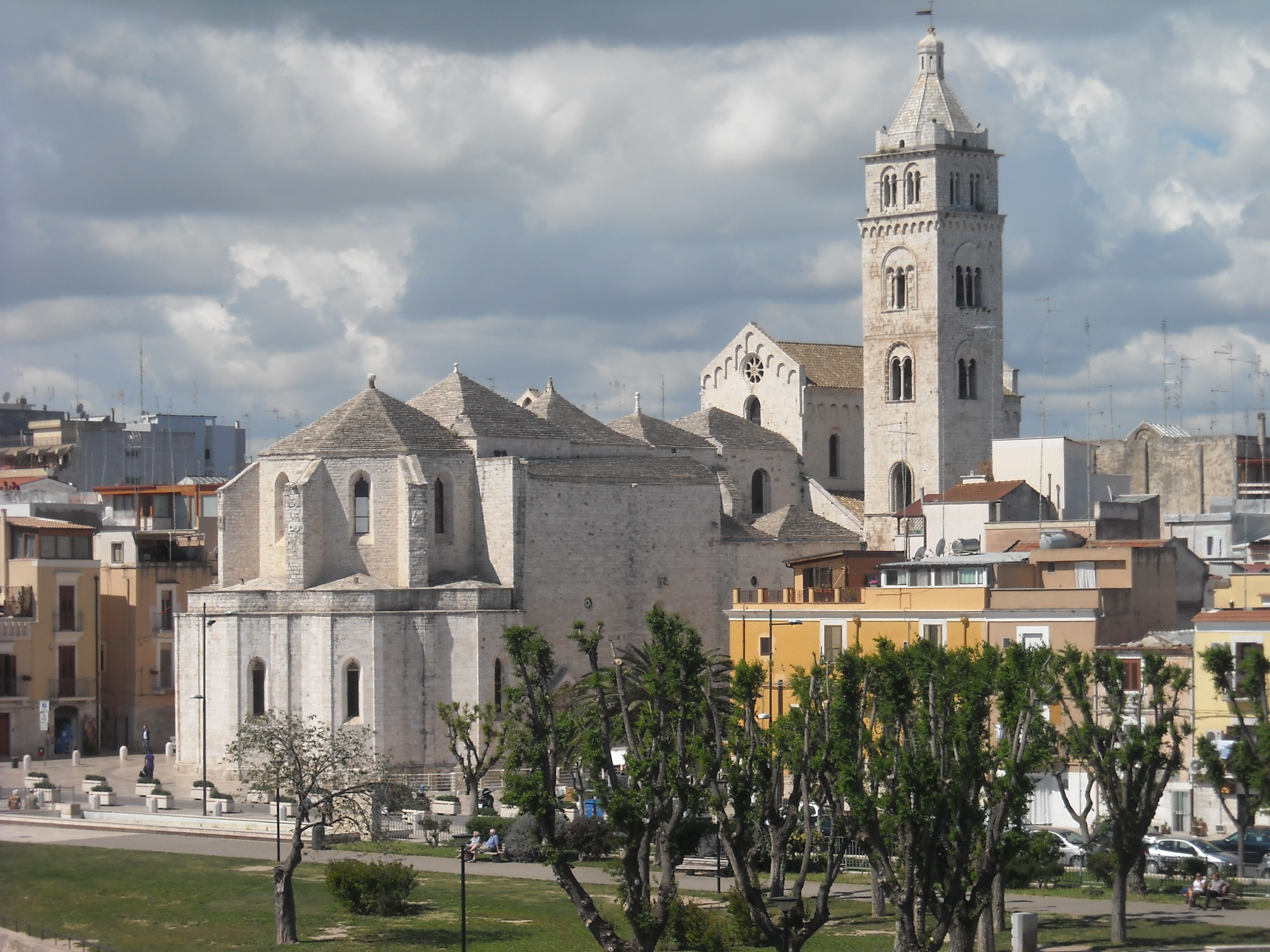
Concatedral basílica de Santa María Mayor, en Barletta

La arquidiócesis tiene 711 km² y extiende su jurisdicción sobre los fieles católicos de rito latino residentes en parte de la región de Apulia, comprendiendo: 
- en la ciudad metropolitana de Bari la comuna de Corato;
- en la provincia de Barletta-Andria-Trani las comunas de: Trinitapoli, Margherita di Savoia, San Ferdinando di Puglia, Barletta, Trani y Bisceglie.

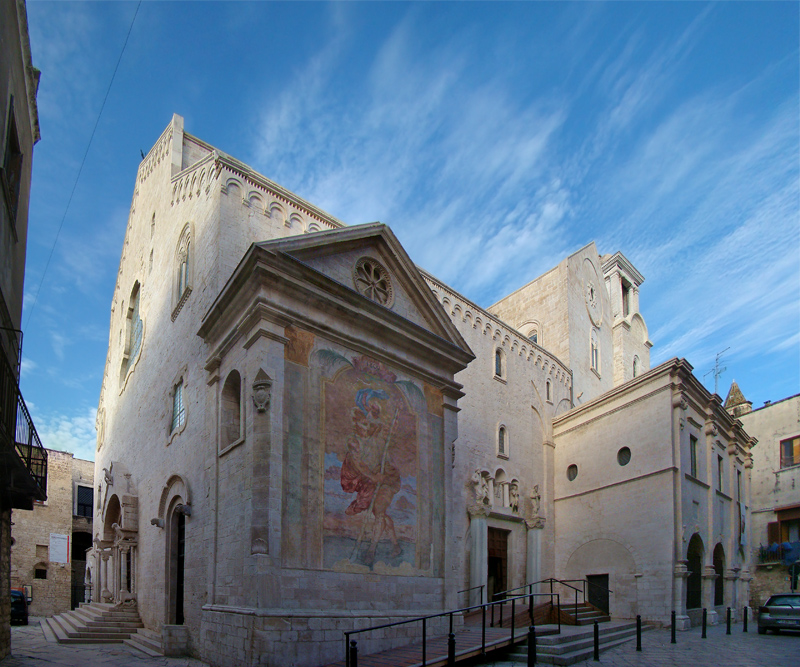
Concatedral basílica de San Pedro Apóstol, en Bisceglie

La sede de la arquidiócesis se encuentra en la ciudad de Trani, en donde se halla la Catedral basílica de María Santísima Asunta. En Barletta se halla la Concatedral basílica de Santa María Mayor y la basílica del Santo Sepulcro, y en Bisceglie la Concatedral basílica de San Pedro Apóstol.

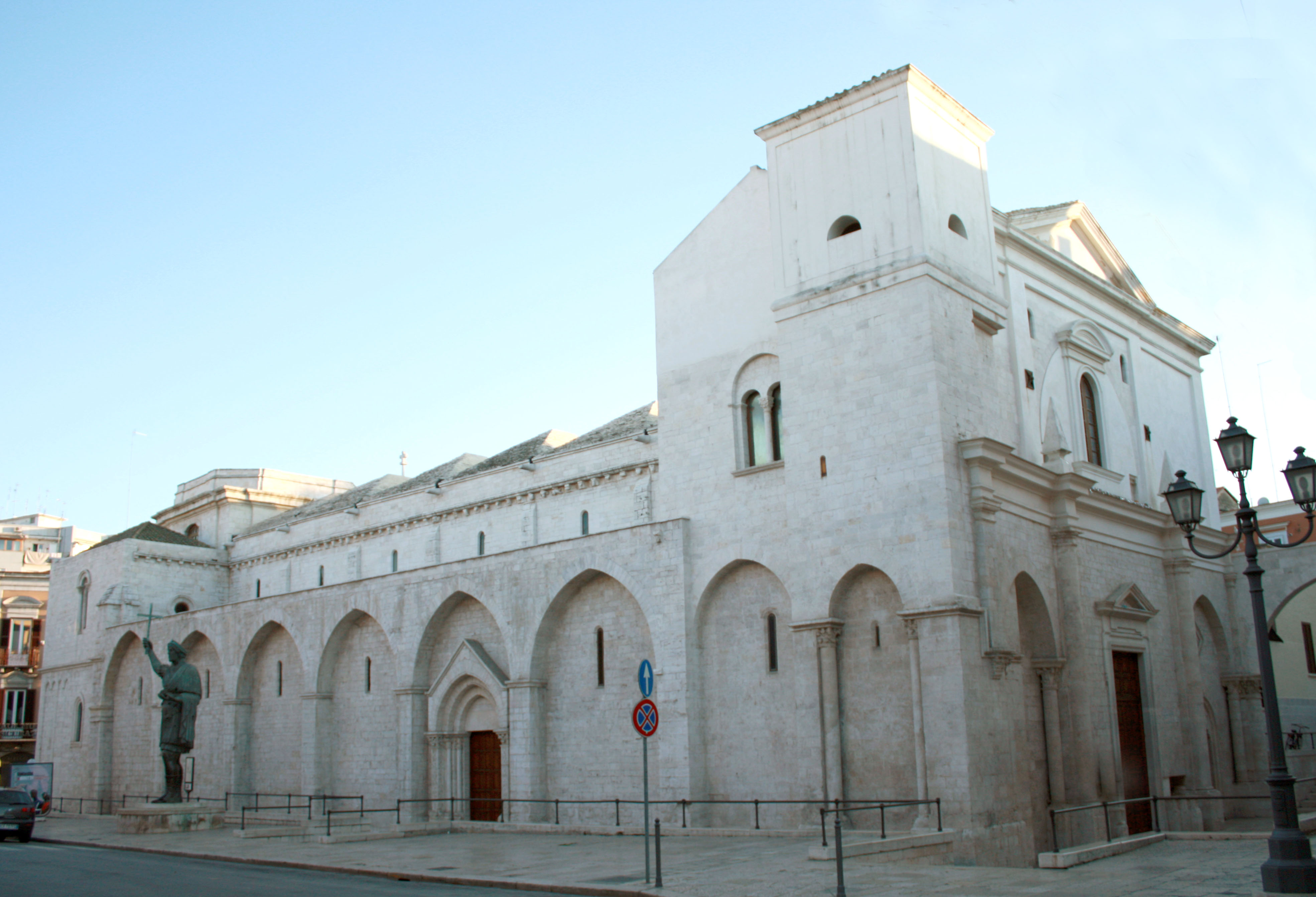
Basílica del Santo Sepulcro, en Barletta

En 2022 en la arquidiócesis existían 66 parroquias agrupadas en 5 zonas pastorales:
- zona pastoral "San Nicola, il pellegrino", en Trani;
- zona pastoral "San Ruggero", en Barletta;
- zona pastoral "Santi Mauro, Sergio, Pantaleo" en Bisceglie;
- zona pastoral "San Cataldo", en Corato;
- zona pastoral "Santissimo Salvatore-Madonna di Loreto-San Ferdinando Re" en Margherita di Savoia, Trinitapoli, San Ferdinando di Puglia.

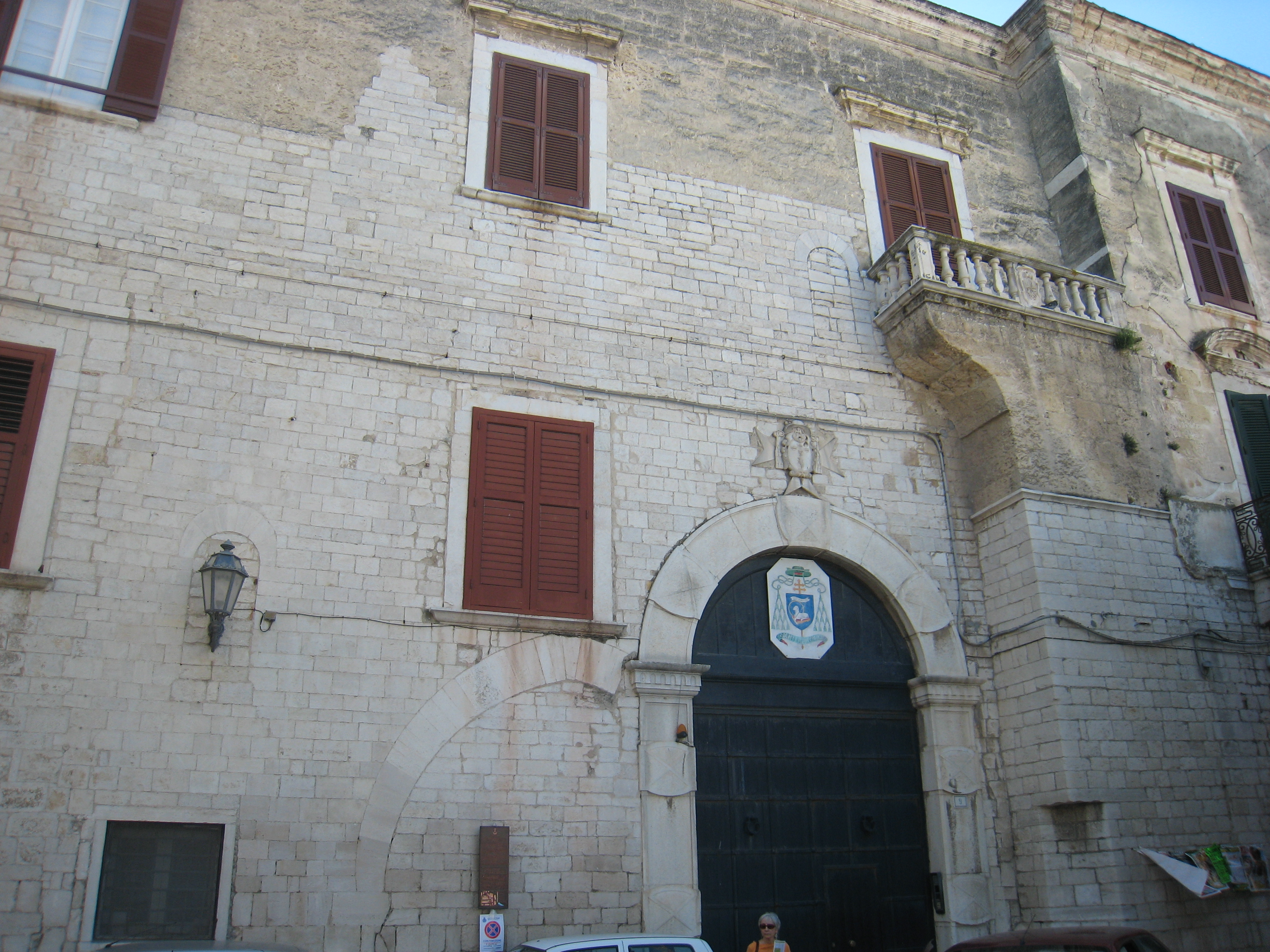
Palacio arzobispal de Trani

## Historia
La arquidiócesis actual nació en 1986 de la unión de tres sedes precedentes: la arquidiócesis de Trani, atestiguada desde principios del siglo VI, la diócesis de Bisceglie, erigida en el siglo XI, y la arquidiócesis de Barletta, erigida en 1860.

### Trani
La diócesis de Trani fue erigida en la antigüedad. La tradición petrina, común a muchas diócesis de Apulia y del sur de Italia, atribuye la fundación de la diócesis al apóstol san Pedro. La historicidad de los santos Redento y Magno, que las tradiciones locales reconocen como protoobispos de la diócesis de Trani, es incierta. Algunos códices del martirologio geronimiano mencionan a un san Magno el 19 de agosto en Fabrateria vetus, pero hablan siempre de él como mártir y nunca como obispo. Hay también dos pasiones relativamente recientes de Magno; en la primera Magnus es un mártir de Cesarea de Capadocia que murió bajo Aureliano el 19 de agosto; en la segunda es un pastor de Trani, convertido al cristianismo y bautizado por el sanctus sacerdos (¿obispo?) Redento, más tarde se convirtió en obispo de la ciudad, pero debido a la persecución tuvo que huir, y murió martirizado en el 251.
La diócesis está documentada históricamente desde finales del siglo V. El primer obispo conocido es Euticio (o Eutichius), que participó en los concilios del papa Símaco de 501 y 502; también se dice que participó en la consagración de la basílica de San Miguel Arcángel en el Gargano en el año 493, pero esta tradición es fruto de leyendas medievales. No se conocen más obispos de Trani, salvo algunos apócrifos, hasta el siglo IX; en una carta de 834 está documentado Auderis S. Dei genitricis virg. Mariae sedis Tranensis y su predecesor Leopardo.
La época bizantina incluyó a los obispos Giovanni I, Rodostamo, Crisostomo y Giovanni II, documentados desde 952 hasta 1059; durante este período la sede dependía de los patriarcas de Constantinopla. Rodostamo, en el año 983, fue el primer prelado de Trani a quien se le concedió el título de arzobispo. Giovanni II, destinatario de una carta contra los abusos de los latinos por León de Ácrida (1053), estuvo involucrado en el Cisma de Oriente y por este motivo fue depuesto por el papa Nicolás II en el Concilio de Melfi I en 1059.
En la segunda mitad del siglo XI Trani fue ocupada definitivamente por los normandos. En este contexto la diócesis fue elevada al rango de arquidiócesis metropolitana de rito latino por el papa Alejandro II en 1063. El Liber Censuum de finales del siglo XII le atribuye dos diócesis sufragáneas, Andria y Bisceglie; también pertenecían a la arquidiócesis las ciudades de Barletta y Corato. El primer arzobispo latino fue Bizancio I, cuyo episcopado marcó toda la segunda mitad del siglo XI; en 1071 participó en la consagración de la iglesia abacial de Montecasino y en 1099 recibió del papa Urbano II la bula de canonización de san Nicolás Peregrino, patrono de la arquidiócesis.
La construcción de la capilla para albergar los restos de San Nicolás Peregrino también se debe al arzobispo Bisanzio I; en este lugar se construyó, en el siglo XII, la imponente catedral de estilo románico apuliano. La fase decisiva de la construcción tuvo lugar presumiblemente entre 1159 y 1186 bajo el impulso del arzobispo Bertrando II, mientras que la finalización se considera alcanzada alrededor de 1200, con excepción del campanario.
Hubo una gran presencia religiosa en el territorio diocesano. En Trani había unos diez monasterios benedictinos, de los cuales 8-9 eran masculinos y 2-3 femeninos; en Barletta había cinco, y había también cistercienses, celestinos, virginianos y olivetanos. En Corato se encontraba otro monasterio de celestinos. En Trani había también comunidades de templarios, jerosolimitanos y teutones; estas dos últimas órdenes también estaban presentes en Barletta. La presencia de las órdenes mendicantes fue mayor en los tres centros de la arquidiócesis de Trani: había franciscanos, dominicos, observantes, agustinos, terciarios franciscanos, clarisas, carmelitas y trinitarios.
En el siglo XV el papa Martín V unió la diócesis de Salpi, erigida en el siglo V, a la arquidiócesis de Trani. El mismo papa en 1424 ordenó la unión de la diócesis de Cannas, hasta entonces sufragánea de la arquidiócesis de Bari, a la arquidiócesis de Trani, pero la disposición no tuvo efecto y en 1449 la diócesis de Cannas se unió a la arquidiócesis de Nazaret. En 1523 la sede de Salpi fue separada de Trani, pero luego fue suprimida definitivamente en 1547, agregándose su territorio a la arquidiócesis de Trani; desde este momento los arzobispos de Trani llevarán el título de Salpensis hasta los años cuarenta. El territorio de la arquidiócesis de Trani aumentó así con la anexión del territorio de Casale della Trinità, hoy Trinitapoli.
A partir de mediados del siglo XVI los obispos de Trani intentaron, mediante visitas pastorales y sínodos, implementar las reformas queridas por el Concilio de Trento. Se sabe que entre 1565 y 1793 se celebraron varios sínodos en Trani, dos de los cuales fueron provinciales (1565 y 1589). Los sínodos diocesanos fueron celebrados por Scipione da Tolfa (varios sínodos), Diego Álvarez (1617), Tommaso Anchora (1638 y 1643), Pietro de Torres (1703) y Luigi Trasmondi (1793).
El arzobispo más comprometido con la reforma de la arquidiócesis fue Scipione da Tolfa (1576-1592). En 1589 convocó un concilio provincial que se dividió en cuatro sesiones, donde se trataron diversos temas: la profesión de fe (primera sesión), aspectos relativos a la cura de almas, fiestas y sacramentos (segunda sesión), el matrimonio, la reforma del clero secular y regular, los lugares de culto, los deberes de los maestros (tercera sesión), el deber de la residencia episcopal, la predicación, los abusos (cuarta sesión). En su relación para la visita ad limina de 1590 el prelado recuerda las numerosas visitas apostólicas a su arquidiócesis y los diversos sínodos que celebró para la observancia de los decretos tridentinos.
Otro arzobispo reformador fue el dominico español Diego Álvarez (1607-1634). En 1617 celebró el sínodo diocesano, el primero del que se conocen las actas y decretos, publicados en 1622. Dos son los puntos principales en los que se ha concentrado la actividad legislativa y reformadora de este sínodo: «afirmar la centralidad de la parroquia, a la que debe atribuirse enteramente la administración de los sacramentos (véase la prohibición de celebrar el matrimonio en los monasterios de monjas o en las iglesias de los regulares); esbozar la figura del "buen sacerdote", adecuadamente formado, que viste el hábito clerical, que no participa en juegos y fiestas mundanas, que no lleva armas y no se dedica a asuntos seculares, que se comporta con el decoro que corresponde. a su estado tanto en la iglesia como en la calle, que sigue las disposiciones establecidas para el confesionario".
El primer seminario arzobispal fue fundado por el propio Álvarez en 1627, pero no tuvo mucho éxito. La misma suerte corrió el seminario fundado en 1695 por el arzobispo Pietro de Torres. Durante el episcopado de Domenico Andrea Cavalcanti se erigió un tercer seminario, con ingresos suficientes para su subsistencia, inaugurado en 1765.
A pesar de las indicaciones de Trento, en Trani la catedral permaneció durante mucho tiempo como única parroquia de la ciudad, mientras que en Barletta se erigió una segunda en 1594. Debido a la ausencia de la institución parroquial, la asistencia religiosa y sacramental de la población, cada vez en mayor número, estaba garantizada por las comunidades religiosas y cofradías, numerosas en el territorio diocesano. Junto a las órdenes antiguas, llegaron a la arquidiócesis los capuchinos, los carmelitas descalzos, los siervos de María, los fatebenefratelli, los jesuitas y los teatinos. «Hasta finales del siglo XVIII el número de cofradías aumentó: Trani tenía diecisiete, Barletta dieciocho, Corato nueve, Casale della Trinità tres».
El 27 de junio de 1818, mediante la bula De utiliori, el papa Pío VII suprimió la arquidiócesis de Nazaret y la diócesis de Cannas, y agregó su territorio a la arquidiócesis de Trani. Al mismo tiempo, a los arzobispos de Trani se les confió la administración perpetua de la diócesis de Bisceglie. Andria permaneció pues como única sufragánea de Trani. Con estos cambios, el territorio de la arquidiócesis comprendía las localidades de Trani, Barletta, Bisceglie, Corato, Casale della Trinità, Saline, Zapponeta y en 1825 contaba con 76 900 habitantes.
En 1860 Barletta fue separada de Trani y erigida en arquidiócesis, unida aeque principaliter a la de Trani. Desde ese momento los prelados de Trani fueron también arzobispos de Barletta y administradores de Bisceglie. Además, desde el 22 de septiembre de 1828, mediante la bula Multis quidem del papa León XII, en memoria de la antigua arquidiócesis, se restableció el título de Nazaret, concedido a perpetuidad a los arzobispos de Trani.
En 1907 el arzobispo Francesco Paolo Carrano inició la reorganización parroquial de la arquidiócesis y estableció las tres primeras parroquias en la ciudad de Trani, además de la de la catedral. Entre las personalidades más destacadas del siglo XX, se recuerda en particular al arzobispo Francesco Petronelli, «condecorado con una medalla de plata en 1943 por Víctor Manuel III de Italia por haber salvado (18 de septiembre de 1943) a cincuenta ciudadanos de Trani de ser fusilados por los alemanes, después de habiéndose ofrecido él mismo al pelotón de fusilamiento."
En 1976 Giuseppe Carata fundó el Instituto Superior de Cultura Cristiana para promover el estudio de las disciplinas teológicas entre los laicos; en 1977 pasó a ser el “Instituto de Ciencias Religiosas” y en 2006 el “Instituto Superior de Ciencias Religiosas”. A Carata también se debe la fundación del museo diocesano de Trani (1975) y del de Bisceglie (1980).

### Bisceglie
Según la tradición petrina, común a muchas diócesis de Apulia y del sur de Italia, el mismo apóstol san Pedro anunció el evangelio en Bisceglie, consagrando al primer obispo, san Mauro. Durante mucho tiempo la fundación de la diócesis se atribuyó al siglo VIII, debido a la presencia de un presunto obispo de Bisceglie en el Concilio de Nicea II de 787: en realidad ningún obispo de Apulia participó en ese concilio, y Sergio, atribuido a la sede de Bisceglie, fue en realidad obispo de Bargilia, siempre presente en las actas conciliares entre los obispos de la provincia eclesiástica de Caria (Asia Menor).
La diócesis fue fundada por los normandos y sus orígenes se remontan al siglo XI. Pompeo Sarnelli, en sus Memorie de' Vescovi di Biseglia, menciona al obispo Mercurio en 1059, cuya existencia, sin embargo, como reconoce el mismo Sarnelli, se basa en un documento claramente espurio, "tejido más de fábulas que de historia". Históricamente, está documentado, en cambio, el obispo Giovanni, que en 1071 participó en la solemne consagración de la iglesia abacial de Montecasino; Giovanni fue el primer obispo de Bisceglie, como lo demuestra un diploma de su sucesor Dumnello de 1074, en el que el obispo habla de sí mismo como el segundo obispo de Bisceglie. En cambio, a Mancusio se le debe la construcción de la iglesia de San Matteo, que su sucesor Stefano, en el primer año de su episcopado (1099), concedió a las familias de las aldeas de Sagina y Giano, que se habían refugiado en la ciudad debido a las incursiones sarracenas.
El siglo XII está marcado por el largo episcopado de Amando, documentado en numerosos diplomas desde 1154 hasta el 7 de julio de 1182; durante su mandato se descubrieron las reliquias de los santos Mauro, Sergio y Pantaleón, elegidos patronos de la ciudad y de la diócesis. El flujo de numerosos peregrinos favoreció la fundación de la "congregación de los Santos Mártires" en 1393. En el invierno de 1222 la ciudad acogió a san Francisco, quien fundó allí el monasterio de los Frailes Menores de Santa María de la Anunciación. La catedral de Bisceglie, cuya construcción se inició en 1073, fue consagrada por el obispo Leone en 1295.
La catedral fue durante mucho tiempo la única parroquia de la ciudad y de la diócesis y sólo en 1590 el obispo Alessandro Cospi fundó tres nuevas parroquias. La vida religiosa de la población giraba pues en torno a los numerosos conventos y monasterios de la ciudad; además de los franciscanos, Bisceglie acogió a los observantes de San Lorenzo en 1479, a los dominicos de Santa María del Muro en 1502, a los agustinos de Santa María Incoronata en 1546, a los capuchinos de San Miguel Arcángel en 1606. Había también dos comunidades femeninas de clarisas. Además, a partir de finales del siglo XV se desarrollaron en la ciudad diversas cofradías, cuyo número aumentó a raíz de la misión jesuita en el siglo XVI.
Los obispos tuvieron dificultades para aplicar las normas reformadoras del Concilio de Trento. Sin embargo, ya en 1547 se convocó un primer sínodo diocesano por orden del obispo Geronimo Sifola. El seminario fue construido recién en el siglo XVIII. Entre 1692 y 1724 el obispo de Bisceglie fue Pompeo Sarnelli, erudito e historiador, autor de las Memorie de' Vescovi di Biseglia e della stessa Città; también fue responsable de la restauración del palacio episcopal, hoy sede del museo diocesano de Bisceglie. En la época de Sarnelli, la diócesis comprendía, además de la catedral, las colegiatas de Sant'Adoeno, Santa Margherita, San Matteo y San Nicola, otras 10 iglesias en la ciudad y más de 15 en la campiña circundante; también había 5 conventos masculinos y 2 conventos femeninos. El clero secular incluía unos 100 sacerdotes y 85 seminaristas.
En 1800 murió el último obispo residente, Salvatore Palica. La diócesis permaneció vacante durante dieciocho años, hasta que el 27 de junio de 1818, con la bula De utiliori del papa Pío VII, fue concedida en administración perpetua a los arzobispos de Trani.
El 20 de octubre de 1980, mediante la bula Qui Beatissimo Petro del papa Juan Pablo II, la diócesis de Bisceglie, junto con las de Trani y Barletta, pasó a formar parte de la provincia eclesiástica de la arquidiócesis de Bari.
El territorio de la diócesis, en vísperas de la plena unión con las arquidiócesis de Trani y Barletta, comprendía sólo la comuna de Bisceglie, para un total de 11 parroquias.

### Barletta
La fe en Barletta tiene orígenes antiguos. Las excavaciones bajo la concatedral de Barletta han sacado a la luz una basílica paleocristiana de grandes dimensiones y recubierta de mosaicos, que lleva el monograma del obispo Sabino de Canosa. Esto atestigua la pertenencia de Barolum a la antigua diócesis de Canosa al menos desde el siglo VI.
Desde el siglo XI Barletta forma parte del territorio de los obispos de Trani. Pero ya en el siglo XII en Barletta había algunas propiedades pertenecientes a la mensa episcopal del arzobispo metropolitano de Nazaret en Galilea, que estaba representado en la ciudad de Apulia por su propio vicario, como lo documenta un diploma de 1162. A partir del XIV Barletta se convirtió en la sede permanente del arzobispo de Nazaret, que ya no podía residir en Palestina; además de algunas iglesias de Barletta, entre ellas la catedral de Santa María de Nazaret, dependían del arzobispo de Nazaret varias otras iglesias, diseminadas sobre todo en Apulia y Lucania.
En 1455 la diócesis de Cannas fue unida al arzobispo de Nazaret y en 1536 a la diócesis de Monteverde. Durante este período, el arzobispo también reconstruyó su catedral y su obispado dentro de los muros de Barletta.
El 27 de junio de 1818, mediante la bula De utiliori, el papa Pío VII suprimió la arquidiócesis de Nazaret y la diócesis de Cannas, y agregó su territorio a la arquidiócesis de Trani. La diócesis de Monteverde, sin embargo, también fue suprimida y agregada a la diócesis de Sant'Angelo dei Lombardi.
En 1828 el capítulo metropolitano nazareno se unió al capítulo colegial de la iglesia madre de Barletta. El novum capitulum perinsignis collegiatae in aede Sanctae Mariae Majoris estaba formado por tres dignidades (el arcipreste, el primicerius y el cantor), 24 canónigos y 20 beneficiarios.
El 21 de abril de 1860, mediante la bula Imperscrutabili Dei del papa Pío IX, fue erigida la arquidiócesis de Barletta, unida contemporáneamente aeque principaliter con la de Trani. Esto significaba que el arzobispo de Trani y Barletta era una sola persona, pero al mismo tiempo garantizaba plena autonomía a ambas arquidiócesis que gozaban de las mismas prerrogativas y derechos. Los arzobispos de Trani y Barletta continuaron utilizando el antiguo título de Nazaret.
La iglesia madre de Santa María la Mayor fue elevada a catedral donde se erigió el trono arzobispal. El cabildo catedralicio fue condecorado con cuatro dignidades capitulares (arcipreste, arcediano, primicerius y tesorero) y en virtud de la elevación de la arquidiócesis de Barletta aeque principaliter a arquidiócesis de Trani, fue llamado metropolitano; a los canónigos se les concedieron las vestiduras prelaticales así como la cruz pectoral que lleva en el lóbulo frontal la Santa Casa de Nazaret.
Los patronos de la arquidiócesis fueron proclamados la Madonna dello Sterpeto, patrona de la ciudad desde 1732, y san Ruggero, obispo de Cannas, cuyo cuerpo se conservaba en Barletta desde 1276. El antiguo palacio arzobispal Nazareno fue elegido como residencia episcopal y sede de la curia diocesana.
En la arquidiócesis, correspondiente sólo a la ciudad de Barletta, quedaban otras dos colegiatas, la del Santo Sepulcro y la de San Giacomo Maggiore; Esta última ya había sido sede de la segunda parroquia de la ciudad desde 1594, confiada al cura preboste del cabildo colegial.
En 1908 la parroquia catedralicia fue dividida en cuatro vicarías. En el siglo XX, debido al crecimiento demográfico, surgieron varias parroquias para satisfacer la atención espiritual de la población.
La fundación de un círculo de sacerdotes sensibles a las nuevas demandas sociales propugnadas por León XIII se remonta a principios del siglo XX. Los miembros fundaron la revista de información y educación religiosa "Il buon senso". Entre los sacerdotes pertenecientes a esta nueva primavera eclesial, hay que citar al preboste Sabino Balestrucci, fundador del oratorio de San Giacomo, y a los obispos Ignazio y Nicola Monterisi, hermanos, y Domenico Dell'Aquila.
A esta fragua sacerdotal pertenece también el venerable Raffaele Dimiccoli, fundador de un nuevo oratorio para la educación de la juventud en el barrio Settefrati, un barrio nuevo y pobre de la ciudad. El florecimiento y establecimiento de nuevos institutos religiosos en los nuevos barrios de la ciudad en rápida expansión se remontan a su ministerio como vicario general. Entre ellos se encuentran el Pueblo Infantil de los Franciscanos Conventuales en el barrio de Medaglie d'Oro, el instituto de las monjas Alcantarinas en el barrio de San Nicola, el instituto de las monjas de la Inmaculada Concepción de Ivrea en el barrio de Borgovilla y el instituto de las Monjas de la Inmaculada Concepción. desde Fiuggi hasta el barrio Barberini.
En 1961, al concluir el primer centenario de la arquidiócesis de Barletta, el cardenal Alfredo Ottaviani coronó con una corona de oro el icono de la Madonna dello Sterpeto. En el mismo año la catedral fue condecorada con el título de basílica menor.
En 1978 se instituyó el archivo y la biblioteca diocesanos, dedicados a Pío IX.

### Trani-Barletta-Bisceglie
El 20 de octubre de 1980, mediante la bula Qui Beatissimo Petro del papa Juan Pablo II, Trani dejó de ser sede metropolitana y, junto con la arquidiócesis de Barletta, pasó a ser sufragánea de la arquidiócesis de Bari. Los prelados de Trani y Barletta, sin embargo, continuaron manteniendo la dignidad arzobispal.
El 30 de septiembre de 1986, mediante el decreto Instantibus votis de la Congregación para los Obispos, las tres sedes de Trani, Barletta y Bisceglie se unieron con la fórmula plena unione y el nuevo distrito eclesiástico asumió el nombre actual. Los arzobispos continúan ostentando hasta el día de hoy el título de arzobispos de Nazaret.
Durante el episcopado de Giovanni Battista Pichierri se celebró el primer Sínodo de las sedes unidas de Trani-Barletta-Bisceglie, convocado el 19 de octubre de 2012 y celebrado en la parroquia del Espíritu Santo en Trani del 8 de enero al 30 de octubre de 2015.

## Estadísticas
Según el Anuario Pontificio 2023 la arquidiócesis tenía a fines de 2022 un total de 276 500 fieles bautizados.
| Año                                                                             | Población            | Población | Población      | Sacerdotes | Sacerdotes    | Sacerdotes    | Bautizados por sacerdote | Diáconos permanentes | Religiosos | Religiosos | Parroquias |
| Año                                                                             | Bautizados católicos | Total     | % de católicos | Total      | Clero secular | Clero regular | Bautizados por sacerdote | Diáconos permanentes | Varones    | Mujeres    | Parroquias |
| ------------------------------------------------------------------------------- | -------------------- | --------- | -------------- | ---------- | ------------- | ------------- | ------------------------ | -------------------- | ---------- | ---------- | ---------- |
| 1950                                                                            | 254 000              | 254 629   | 99.8           | 172        | 125           | 47            | 1476                     |                      | 30         | 510        | 35         |
| 1970                                                                            | 243 080              | 243 465   | 99.8           | 168        | 102           | 66            | 1446                     |                      | 81         | 610        | 48         |
| 1980                                                                            | 247 305              | 249 841   | 99.0           | 159        | 104           | 55            | 1555                     |                      | 65         | 446        | 55         |
| 1990                                                                            | 264 000              | 269 542   | 97.9           | 139        | 89            | 50            | 1899                     |                      | 54         | 438        | 56         |
| 1999                                                                            | 270 187              | 282 687   | 95.6           | 147        | 103           | 44            | 1838                     | 6                    | 51         | 346        | 58         |
| 2000                                                                            | 270 934              | 283 434   | 95.6           | 147        | 104           | 43            | 1843                     | 16                   | 49         | 340        | 58         |
| 2001                                                                            | 272 226              | 284 726   | 95.6           | 149        | 109           | 40            | 1827                     | 16                   | 43         | 335        | 58         |
| 2002                                                                            | 272 914              | 285 414   | 95.6           | 144        | 106           | 38            | 1895                     | 16                   | 40         | 323        | 60         |
| 2003                                                                            | 274 260              | 286 760   | 95.6           | 144        | 107           | 37            | 1904                     | 16                   | 39         | 314        | 60         |
| 2004                                                                            | 274 060              | 286 560   | 95.6           | 138        | 104           | 34            | 1985                     | 16                   | 36         | 302        | 61         |
| 2010                                                                            | 279 680              | 292 200   | 95.7           | 138        | 103           | 35            | 2026                     | 25                   | 39         | 265        | 64         |
| 2014                                                                            | 279 900              | 292 420   | 95.7           | 145        | 108           | 37            | 1930                     | 25                   | 40         | 244        | 66         |
| 2017                                                                            | 280 103              | 295 459   | 94.8           | 150        | 120           | 30            | 1867                     | 25                   | 37         | 150        | 66         |
| 2020                                                                            | 277 822              | 293 063   | 94.8           | 140        | 113           | 27            | 1984                     | 27                   | 30         | 135        | 66         |
| 2022                                                                            | 276 500              | 286 932   | 96.4           | 138        | 120           | 18            | 2003                     | 27                   | 18         | 120        | 66         |
| Fuente: Catholic-Hierarchy, que a su vez toma los datos del Anuario Pontificio. |                      |           |                |            |               |               |                          |                      |            |            |            |

## Episcopologio

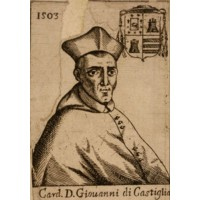
Juan Castellar y de Borja, arzobispo de Trani (1493-1503)

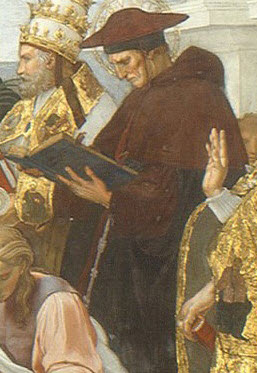
Marco Vigerio della Rovere, O.F.M.Conv., arzobispo de Trani (1506-1517)

### Sede de Trani
- San Redento? † (?-249 falleció)
- San Magno? † (?-19 de agosto de 251 falleció)
- Eutizio o Eutichio † (antes de 501-después de 502)
- Sutinio o Eutinio? † (mencionado en 761)[nota 2]
- Leone? † (mencionado en 787)[nota 3]
- Leopardo † (antes de 834)[21]
- Oderisio (Auderis) † (mencionado en 834)
- Angelario? † (mencionado en 845)[nota 4]
- Pietro † (siglo IX/siglo X)[21]
- Giovanni I † (952-después de 980)[21]
- Rodostamo † (mencionado en 983)
- Crisostomo † (997-después de 1002)[21]
- Giovanni II † (antes de 1053-1059 depuesto)
- Delio? † (1059-1063)[nota 5]
- Bisanzio I † (15 de mayo de 1063-después de marzo de 1099)
- Bertrando I † (antes de febrero de 1101-después de 1108)[nota 6]
- Bisanzio II † (mencionado en 1120)
- Verterando? † (mencionado en 1129)[nota 7]
- Ubaldo † (antes de octubre de 1130-después de 1138)
- Pellegrino? † (mencionado en 1141)[nota 8]
- Bisanzio III † (antes de octubre de 1142-después de 1150)
- Bertrando II † (antes de octubre de 1157-después de septiembre de 1187)[22]
- Samaro † (antes de febrero de 1192-después de agosto de 1201)[22]
  - Gregorio de Insula, O.S.B. † (mencionado el 24 de junio de 1202) (obispo electo)[22]
- Bartolomeo † (antes de enero de 1203-después de junio de 1225)[22]
- Giacomo O.P. † (antes de diciembre de 1227[nota 9]-después de octubre de 1260)[22]
  - Sede vacante (circa 1263-1267)[nota 10]
- Nicola † (mayo de 1267-después de junio de 1276)[22]
  - Sede vacante (marzo de 1277-1280)[22]
  - Opizzo Fieschi † (1 de abril de 1280-4 de junio de 1288 renunció)
- Filippo † (5 de noviembre de 1288-después de 1295 falleció)
- Giovani d'Anagni, O.F.M.Obs. † (17 de junio de 1297-1299 falleció)
- Oddone Arcioni † (6 de noviembre de 1299-1314 falleció)
  - Sede vacante (1314-1317)
- Bartolomeo † (8 de julio de 1317-11 de enero de 1328 nombrado arzobispo de Manfredonia)
- Bartolomeo Brancacci † (23 de diciembre de 1327-14 de noviembre de 1341 falleció)
- Andrea di Veroli † (4 de marzo de 1342-1342 falleció)
- Guglielmo de Rosières, O.S.B. † (4 de abril de 1343-28 de febrero de 1344 nombrado arzobispo de Brindisi)
- Filippo, O.P. † (26 de marzo de 1344-1348 falleció)
- Maugerio, O.P. † (5 de noviembre de 1348-1352 falleció)
- Giacomo Tura Scottini, O.P. † (5 de noviembre de 1352-1378 nombrado antiobispo de Luni)
  - Matteo Spina † (26 de enero de 1379-28 de mayo de 1384 nombrado antiarzobispo de Tarento) (antiobispo)
  - Guglielmo † (mencionado en 1390) (antiobispo)
- Antonio de Lamberto † (circa 1379-24 de enero de 1383 falleció)
- Enrico Minutolo † (1383-septiembre de 1389 nombrado arzobispo de Nápoles)
- Riccardo Silvestri † (24 de diciembre de 1390-1393 falleció)
- Giacomo Cubello † (7 de noviembre de 1393-1418 falleció)
- Francesco Carosio † (26 de enero de 1418-27 de abril de 1427 falleció)
- Giacomo Barrili † (16 de junio de 1427-1438 falleció)
- Latino Orsini † (8 de junio de 1439-23 de diciembre de 1450 nombrado arzobispo a título personal de Urbino)
- Giovanni Orsini † (23 de diciembre de 1450-1478 falleció)
- Cosma Migliorati Orsini, O.S.B. † (1 de abril de 1478-21 de noviembre de 1481 falleció)
- Giovanni Attaldo † (17 de diciembre de 1481-1493 falleció)
- Juan Castellar y de Borja † (23 de agosto de 1493-9 de agosto de 1503 nombrado arzobispo de Monreale)
- Francisco Lloris y de Borja † (9 de agosto de 1503-22 de julio de 1506 falleció)
- Marco Vigerio della Rovere, O.F.M.Conv. † (1506-30 de julio de 1517 renunció)
  - Giovanni Domenico De Cupis † (30 de julio de 1517-3 de julio de 1551 renunció) (administrador apostólico)
- Bartolomeo Serristori † (3 de julio de 1551-28 de julio de 1555 falleció)
- Gianbernardino Scotti, C.R. † (20 de diciembre de 1555-9 de agosto de 1559 nombrado arzobispo a título personal de Plasencia)
- Juan Bautista Ojeda † (26 de enero de 1560-27 de agosto de 1571 nombrado arzobispo a título personal de Agrigento)
- Angelo Oraboni, O.F.M.Obs. † (17 de marzo de 1572-10 de mayo de 1575 falleció)
- Scipione da Tolfa † (10 de diciembre de 1576-15 de noviembre de 1592 renunció)
- Giulio Caracciolo † (31 de marzo de 1593-1 de enero de 1597 nombrado arzobispo a título personal de Cassano)
- Andra De Franchis † (4 de agosto de 1598-1603 falleció)
- Juan de Rada, O.F.M.Obs. † (17 de agosto de 1605-16 de enero de 1606 nombrado arzobispo a título personal de Patti)
- Diego Álvarez, O.P. † (19 de marzo de 1607-diciembre de 1634 falleció)
- Tommaso Anchora (o Ariconi), C.R. † (8 de enero de 1635-1655 falleció)
- Tommaso de Sarria, O.P. † (16 de octubre de 1656-13 de abril de 1665 nombrado arzobispo de Tarento)
- Giovanni Battista del Tinto, O.Carm. † (15 de febrero de 1666-19 de octubre de 1676 nombrado arzobispo a título personal de Cassano)
- Paolo Ximenes † (14 de marzo de 1678-21 de diciembre de 1693 falleció)
- Pietro de Torres † (24 de enero de 1695-octubre de 1709 falleció)
  - Sede vacante (1709-1717)
- Giuseppe Antonio Davanzati † (22 de noviembre de 1717-16 de febrero de 1755 falleció)
- Domenico Andrea Cavalcanti, C.R. † (12 de mayo de 1755-3 de febrero de 1769 falleció)
- Gaetano Maria Capece, C.R. † (18 de diciembre de 1769-27 de febrero de 1792 nombrado arzobispo a título personal de Pozzuoli)
- Luigi Trasmondi, O.S.B.Cel. † (18 de junio de 1792-1798 falleció)
  - Sede vacante (1798-1804)
- Luigi Maria Pirelli, C.R. † (29 de octubre de 1804-15 de julio de 1820 falleció)
- Gaetano Franci, C.R.M. † (19 de abril de 1822-26 de junio de 1847 falleció)
- Giuseppe de' Bianchi Dottula † (22 de diciembre de 1848-21 de abril de 1860 nombrado arzobispo de Trani y Barletta)

### Sedes unidas de Trani y Barletta
- Giuseppe de' Bianchi Dottula † (21 de abril de 1860-22 de septiembre de 1892 falleció)
- Domenico Marinangeli † (16 de enero de 1893-5 de febrero de 1898 nombrado patriarca titular de Alejandría)
- Tommaso de Stefano † (24 de marzo de 1898-19 de mayo de 1906 falleció)
- Francesco Paolo Carrano † (1 de septiembre de 1906-18 de marzo de 1915 falleció)
- Giovanni Régine † (6 de diciembre de 1915-4 de octubre de 1918 falleció)
- Giuseppe Maria Leo † (17 de enero de 1920-20 de enero de 1939 falleció)
- Francesco Petronelli † (25 de mayo de 1939-16 de junio de 1947 falleció)
- Reginaldo Giuseppe Maria Addazi † (10 de noviembre de 1947-3 de julio de 1971 renunció)
- Giuseppe Carata † (28 de agosto de 1971-30 de septiembre de 1986 nombrado arzobispo de Trani-Barletta-Bisceglie)

### Sede de Bisceglie
- Sergio? † (mencionado en 787)
- Mercurio? † (mencionado en 1059)
- Giovanni I † (mencionado en 1071)
- Dumnello † (mencionado en 1074)
- Mancusio † (?-circa 1098 falleció)
- Stefano † (1099-?)[14]
- Goffredo † (mencionado en 1137)[23]
- Amando † (antes de 1154-después del 7 de julio de 1182 falleció)[24]
- Bisanzio † (1182-19 de octubre de 1220 falleció)[25]
- Anónimo † (mencionado en 1228)[24][nota 11]
- Anónimo † (mencionado en 1235)[24]
- Berto † (mencionado en 1237)[24]
- Nicola I † (marzo/octubre de 1239-?)[nota 12]
- Sergio † (antes de junio de 1267-después de enero de 1274)[24]
  - Sede vacante (circa 1275/76-1285)[24]
- Gerolamo? † (mencionado en 1285)[nota 13]
- Leone di Gaeta † (antes de febrero de 1289[nota 14]-después de julio de 1313)[nota 15]
- Giovanni II? † (mencionado en 1314)[nota 16]
- Giacomo † (mencionado en octubre de 1316)[14]
- Nicola II † (antes de octubre de 1317-después de noviembre de 1328)[14]
- Bartolomeo, O.P. † (mencionado en 1327)
- Martino (Sambiasi o Samblasi) † (?-1348 falleció)
- Simone di Raiano † (5 de noviembre de 1348-después de agosto de 1372[14] falleció)
  - Nicola Ricci, O.F.M. † (19 de julio de 1387-21 de abril de 1421 nombrado obispo de Veglia) (antiobispo)
- Domenico † (circa 1387-?)
- Giovanni III, O.P. † (circa 1388-1390 nombrado obispo de Giovinazzo[nota 17])
- Giacomo Federici, O.Carm. † (4 de enero de 1391-después del 18 de septiembre de 1399)
- Francesco Falconi † (circa 1399-?)
- Nicola Falconi † (antes de 1413-1442 falleció)
- Giacomo Pietro de Gravina † (23 de mayo de 1442-1476 falleció)
- Bernardino Barbiani † (9 de agosto de 1476-24 de agosto de 1487 nombrado obispo de Bisaccia)
- Martino Madio da Tramonti † (24 de agosto de 1487-1507 renunció)
- Antonio Lupicino † (19 de noviembre de 1507-1524 renunció)
- Geronimo Sifola † (11 de mayo de 1524-1565 falleció)
- Giovanni Andrea Signati † (22 de agosto de 1565-23 de septiembre de 1575 nombrado obispo de Bisignano)
- Leonardo Bonaccorsi † (23 de septiembre de 1575-3 de agosto de 1576 falleció)
- Giovanni Battista Soriani, O.Carm. † (22 de agosto de 1576-25 de junio de 1582 falleció)
- Nicola Secadenari † (1583-30 de julio de 1583 falleció)
- Alessandro Cospi † (7 de octubre de 1583-15 de mayo de 1609 falleció)
- Antonio Albergati † (3 de agosto de 1609-1627 renunció)
- Nicola Bellolatto † (8 de marzo de 1627-15 de julio de 1636 falleció)
- Bernardino Scala † (12 de enero de 1637-18 de mayo de 1643 nombrado obispo de Montefeltro)
- Guglielmo Gaddi † (31 de agosto de 1643-7 de febrero de 1652 falleció)
- Giuseppe Lomellini, O.S.B. † (26 de agosto de 1652-25 de agosto de 1657 falleció)
- Cesare Cancellotti o Lancellotti † (1 de abril de 1658-26 de junio de 1662 nombrado obispo de Montalto)
- Giovanni Battista Penna, O.S.A. † (9 de abril de 1663-2 de julio de 1664 falleció)[26]
- Francesco Antonio Ricci, O.F.M.Obs. † (15 de septiembre de 1664-28 de abril de 1685 falleció)
- Giuseppe Crispino † (10 de septiembre de 1685-13 de noviembre de 1690 nombrado obispo de Amelia)
- Pompeo Sarnelli † (24 de marzo de 1692-7 de julio de 1724 falleció)
- Antonio Pacicco, O.F.M. † (11 de septiembre de 1724-marzo de 1739 falleció)
- Francesco Antonio de Leonardis † (15 de julio de 1739-30 de abril de 1762 falleció)
- Donato Antonio Giannelli † (22 de noviembre de 1762-30 de septiembre de 1783 falleció)
  - Sede vacante (1783-1792)
- Salvatore Palica, O.S.B.Cel. † (26 de marzo de 1792-3 de diciembre de 1800 falleció)
  - Sede vacante (1800-1818)
  - Sede administrada por los arzobispos de Trani (1818-1986)

### Sede de Trani-Barletta-Bisceglie
- Giuseppe Carata † (30 de septiembre de 1986-15 de diciembre de 1990 retirado)
- Carmelo Cassati, M.S.C. † (15 de diciembre de 1990-13 de noviembre de 1999 retirado)
- Giovan Battista Pichierri † (13 de noviembre de 1999-26 de julio de 2017 falleció)
- Leonardo D'Ascenzo, desde el 4 de noviembre de 2017

### Trani y Barletta
- (en inglés) Diocese of Trani and Barletta en Catholic Encyclopedia, Nueva York, Encyclopedia Press, 1913.
- (en latín) Ferdinando Ughelli, Italia sacra (en italiano)., vol. VII, segunda edición, Venecia, 1721, col. 885-917
- Vincenzio d'Avino, Cenni storici sulle chiese arcivescovili, vescovili e prelatizie (nullius) del Regno delle Due Sicilie (en italiano)., Nápoles, 1848, pp. 672-676
- Giuseppe Cappelletti, Le chiese d'Italia della loro origine sino ai nostri giorni (en italiano)., vol. XXI, Venecia, 1870, pp. 47-56
- (en italiano) Sabino Loffredo, Storia della città di Barletta, 2 volúmenes, Trani, 1893
- Francesco Lanzoni, Le diocesi d'Italia dalle origini al principio del secolo VII (an. 604) (en italiano)., vol. I, Faenza, 1927, pp. 300-301
- (en latín) Paul Fridolin Kehr, Italia Pontificia., IX, Berlín, 1962, pp. 288-301
- (en alemán) Norbert Kamp, Kirche und Monarchie im staufischen Königreich Sizilien., vol. 2, Prosopographische Grundlegung: Bistümer und Bischöfe des Königreichs 1194 - 1266; Apulien und Kalabrien, Múnich, 1975, pp. 544-561
- Cronotassi degli arcivescovi di Trani (en italiano). Archivado desde el original el ?., estratto da F. Spaccucci - G. Curci, Storia dell'arcidiocesi di Trani, Nápoles, 1991, pp. 127-152
- Libro sinodale. Per una Chiesa mistero di comunione e di missione (en italiano). Archivado desde el original el ?., Barletta, Editrice Rotas, 2016 (all'interno del volume è presente la cronotassi di Trani estratta da: Pietro di Biase, Vescovi, clero e popolo. Lineamenti di storia dell'Arcidiocesi di Trani-Barletta-Bisceglie, Barletta, Rotas, 2013, pp. 213-236)
- Giuseppe Gabrieli, Bibliografia di Puglia (en italiano)., parte II, pp. 195-196
- (en latín) Pius Bonifacius Gams, Series episcoporum Ecclesiae Catholicae., Graz, 1957, pp. 933-934
- (en latín) Konrad Eubel, Hierarchia Catholica Medii Aevi, vol. 1, pp. 491-492; vol. 2, p. 254; vol. 3, pp. 316-317; vol. 4, p. 341; vol. 5, p. 385; vol. 6, p. 412

### Bisceglie
- La diocesi di Bisceglie (en inglés). en Catholic Hierarchy
- La diocesi di Bisceglie (en inglés). en Giga Catholic
- La diocesi di Bisceglie (en italiano). en Beweb - Beni ecclesiastici in web
- Pompeo Sarnelli, Memorie de' Vescovi di Biseglia e della stessa Città (en italiano)., Nápoles, 1693
- (en latín) Ferdinando Ughelli, Italia sacra., vol. VII, segunda edición, Venecia, 1721, col. 935-952
- Vincenzio d'Avino, Cenni storici sulle chiese arcivescovili, vescovili e prelatizie (nullius) del Regno delle Due Sicilie (en italiano)., Nápoles, 1848, pp. 61-65
- Giuseppe Cappelletti, Le chiese d'Italia della loro origine sino ai nostri giorni (en italiano)., vol. XXI, Venecia, 1870, pp. 70-76
- (en latín) Paul Fridolin Kehr, Italia Pontificia., IX, Berlín, 1962, pp. 310-313
- (en alemán) Norbert Kamp, Kirche und Monarchie im staufischen Königreich Sizilien., vol 2, Prosopographische Grundlegung: Bistümer und Bischöfe des Königreichs 1194 - 1266; Apulien und Kalabrien, Múnich, 1975, pp. 565-568
- Giuseppe Gabrieli, Bibliografia di Puglia (en italiano)., parte II, p. 339
- (en latín) Pius Bonifacius Gams, Series episcoporum Ecclesiae Catholicae., Graz, 1957, pp. 857-858
- (en latín) Konrad Eubel, Hierarchia Catholica Medii Aevi, vol. 1, p. 527; vol. 2, p. 268; vol. 3, p. 334; vol. 4, pp. 368-369; vol. 5, p. 415; vol. 6, p. 442